# The Noise
The Noise je dvacáté sólové studiové album anglického hudebníka Petera Hammilla. Vydáno bylo v březnu roku 1993 společností Fie! Records a jeho producentem byl sám Hammill. Nahráno bylo v Hammillově vlastním studiu Terra Ingocnita během roku 1992. Na rozdíl od alba Fireships (1992), které obsahovalo balady, jsou na této desce rychlejší rockové písně. na desce hráli také dva členové Hammilovy bývalé kapely Van der Graaf Generator.

## Seznam skladeb
Autorem všech skladeb je Peter Hammill.
1. A Kick to Kill the Kiss – 4:11
2. Like a Shot, the Entertainer – 5:13
3. The Noise – 6:12
4. Celebrity Kissing – 4:33
5. Where the Mouth Is – 5:34
6. The Great European Department Store – 4:58
7. Planet Coventry – 4:02
8. Primo on the Parapet – 8:40

## Obsazení
- Peter Hammill – zpěv, kytara, klávesy
- Manny Elias – bicí
- Nic Potter – baskytara
- John Ellis – kytara
- David Jackson – saxofon, flétna